# Portishead (álbum)
Portishead es el nombre del segundo álbum de estudio del grupo musical británico Portishead, publicado en 1997. En este álbum fue incluida la conocida canción «All Mine» que luego fue versionada por Tom Jones en su álbum Reload de 1999.

## Lista de canciones
Música y letras escritas por Geoff Barrow, Beth Gibbons y Adrian Utley, excepto donde se indique.
1. «Cowboys» (Barrow, Gibbons) – 4:38
2. «All Mine» – 3:59
3. «Undenied» (Barrow, Gibbons) – 4:18
4. «Half Day Closing» – 3:49
5. «Over» – 4:00
6. «Humming» – 6:02
7. «Mourning Air» – 4:11
8. «Seven Months» – 4:15
9. «Only You» (Barrow, Gibbons, Utley, Thorne, Hardson, Stewart) – 4:59
10. «Elysium» – 5:54
11. «Western Eyes» – 3:57